# كأس العالم لسباق الدراجات على الطريق 1998
كأس العالم لسباق الدراجات على الطريق 1998 هو سباق دراجات هوائية، وهو الموسم رقم 10 من السباق، وأقيم في 1998.
فاز فيه بالمركز الأول  ميشيل بارتولي، وبالمركز الثاني  ليون فان بون، وبالمركز الثالث  أندريا تافي.

## الفائزون
| الترتيب | الفائز        |
| ------- | ------------- |
| الفائز  | ميشيل بارتولي |
| الثاني  | ليون فان بون  |
| الثالث  | أندريا تافي   |